# Kaliakra

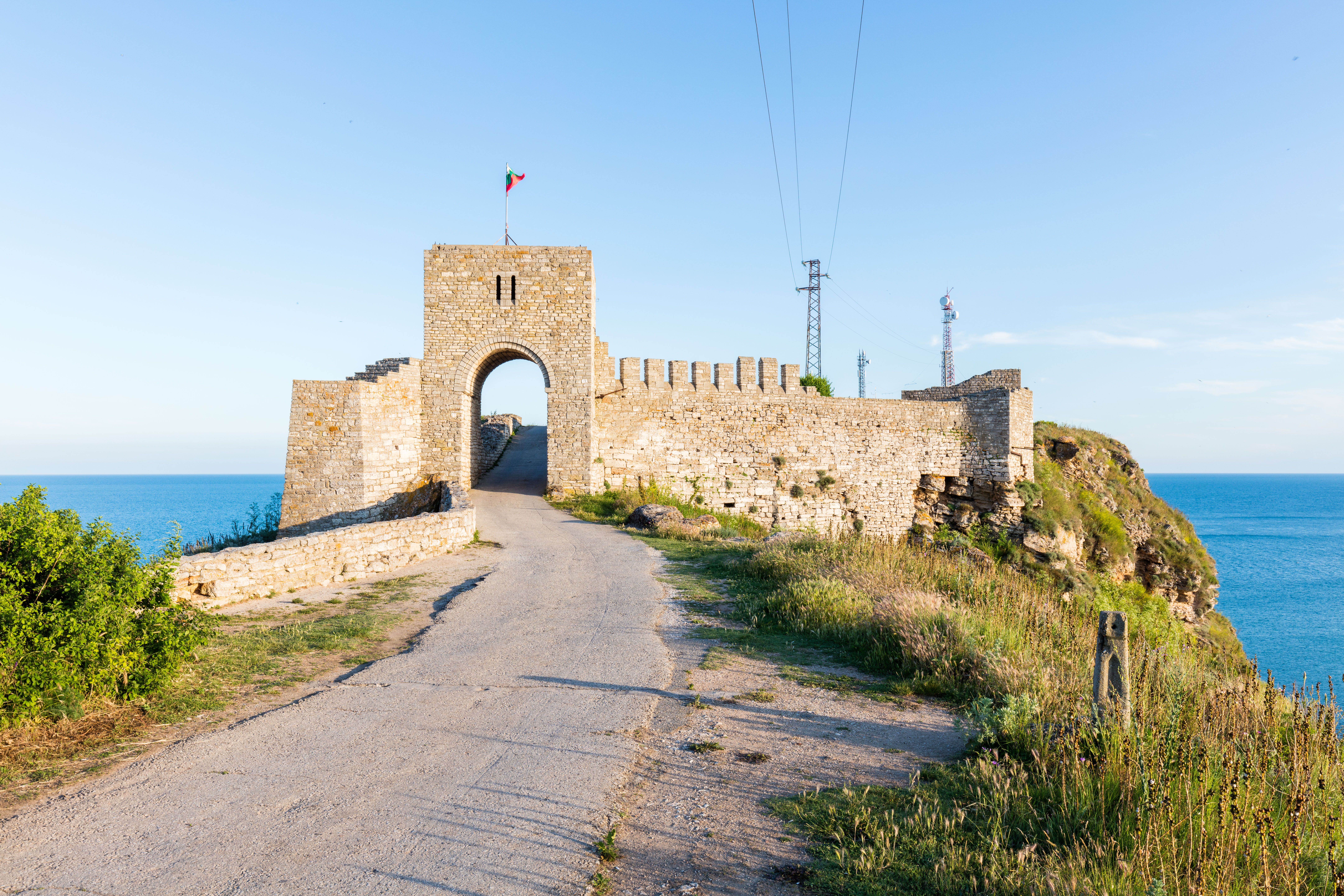
La fortaleza medieval de Kaliakra.

Kaliakra (en búlgaro: Калиакра) es un cabo largo y estrecho localizado en la Dobruja Meridional, una región del norte de la costa búlgara del mar Negro, situado a 12 km al este de Kavarna y 60 kilómetros al noreste de Varna. La costa es escarpada con acantilados verticales que alcanzan los 70 m hasta el mar.
Kaliakra es una reserva natural, donde los delfines, cormoranes y pinnípedos pueden observarse. También cuenta con los restos de las murallas y residencia del déspota Dobrotitsa, señor del efímero Despotado de Dobruja. La ensenada de Bolata con una pequeña playa protegida se encuentra justo al norte de la boca de un cañón pintoresco, también forma parte de la reserva natural.

## Nombre e historia
Los siguientes nombres han sido utilizados para la península y la fortaleza a lo largo de su historia:
- Tracio: Tirizis
- Griego: Καλή Άκρα Kalē Akra
- Italiano: Capo Calacria
- Turco: Celigra Burun
- Rumano: Caliacra

El nombre «Kaliakra» es de origen griego bizantino. Es una combinación de «καλός» («hermosa») y «άκρα» («península» o «fortaleza»), y tradicionalmente se traduce como «península hermosa».
Kaliakra fue el sitio de la batalla naval del cabo Kaliakra el 11 de agosto de 1791, parte de la Guerra Ruso-Turca (1787-1792).
El primer faro moderno en Kaliakra fue construido en 1866 por la Compagnie des Phares de l'Empire Ottomane, el actual (a 10 metros de torre cilíndrica de mampostería de piedra con linterna y galería) fue erigida en 1901, con la altura del plano focal de 68m y un destello blanco (cada 5 segundos), también tiene un emisor de radio navegador y una sirena de niebla.
Cerca de Kaliakra, hay un gran centro de onda media de radiodifusión, que nunca entró en servicio según lo planeado. Actualmente (2009), varias instalaciones de energía eólica se están desarrollando en la zona. La zona cuenta con 3 campos de golf de campeonato diseñado por los legendarios jugadores de golf Gary Player e Ian Woosnam.

## Galería

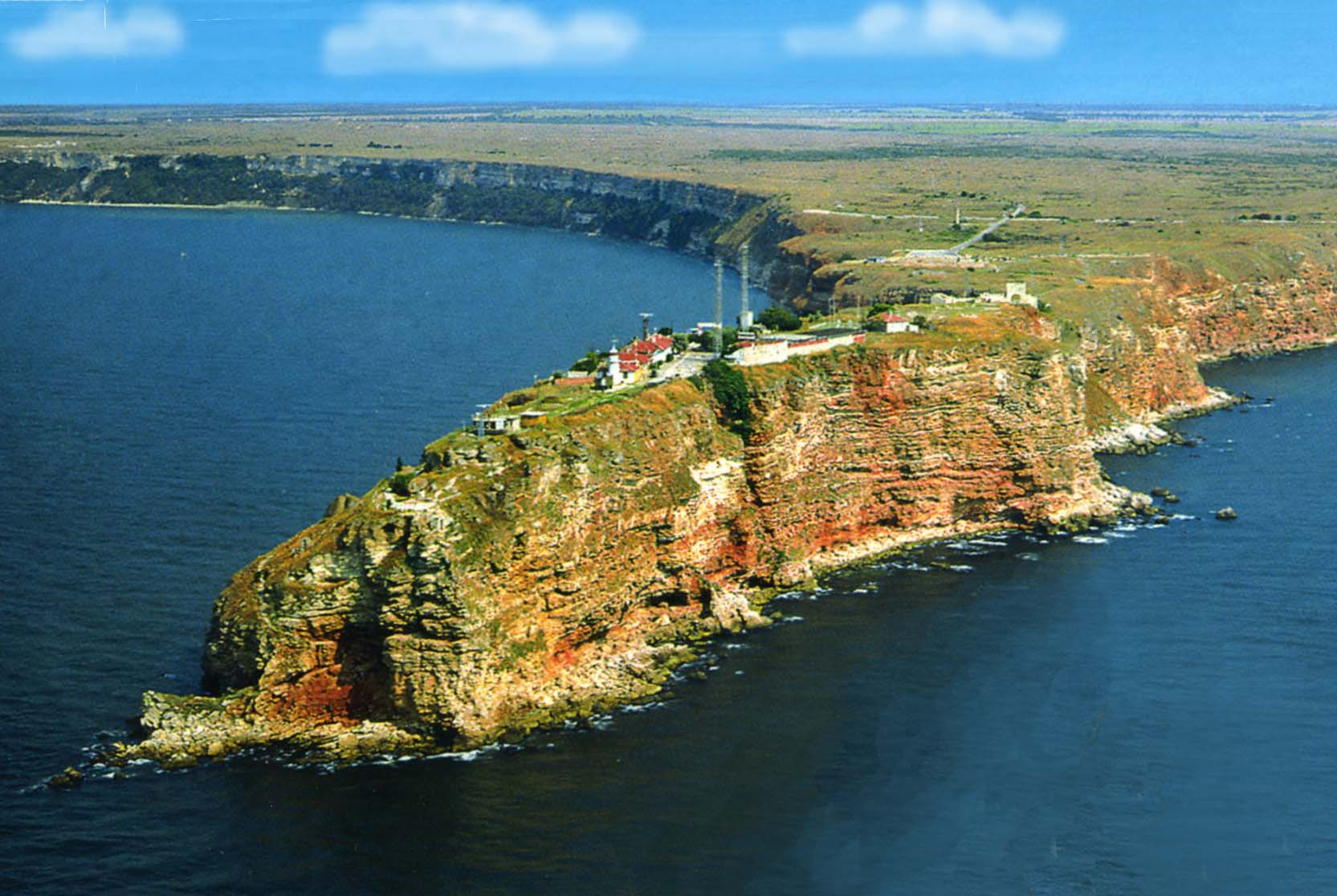
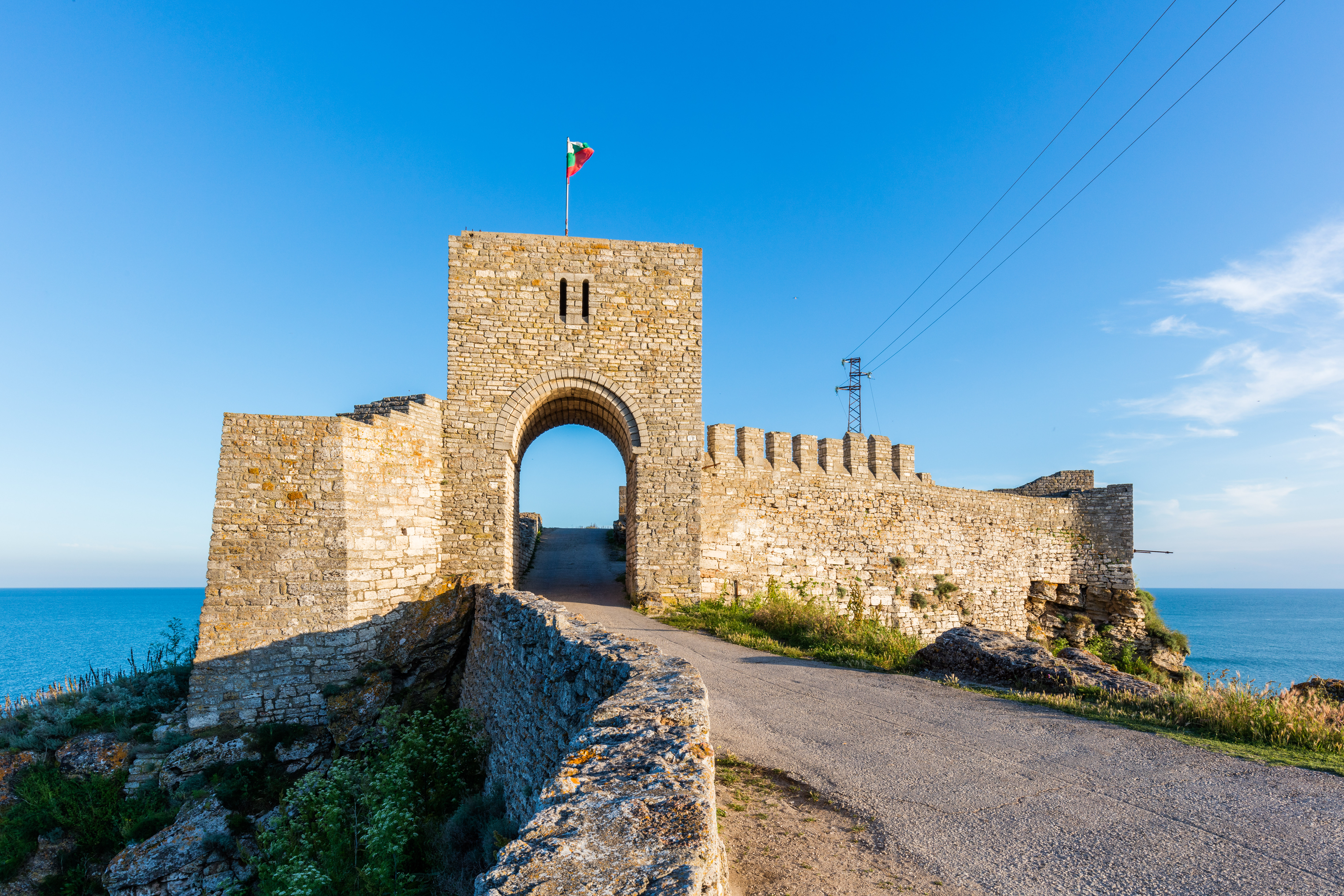
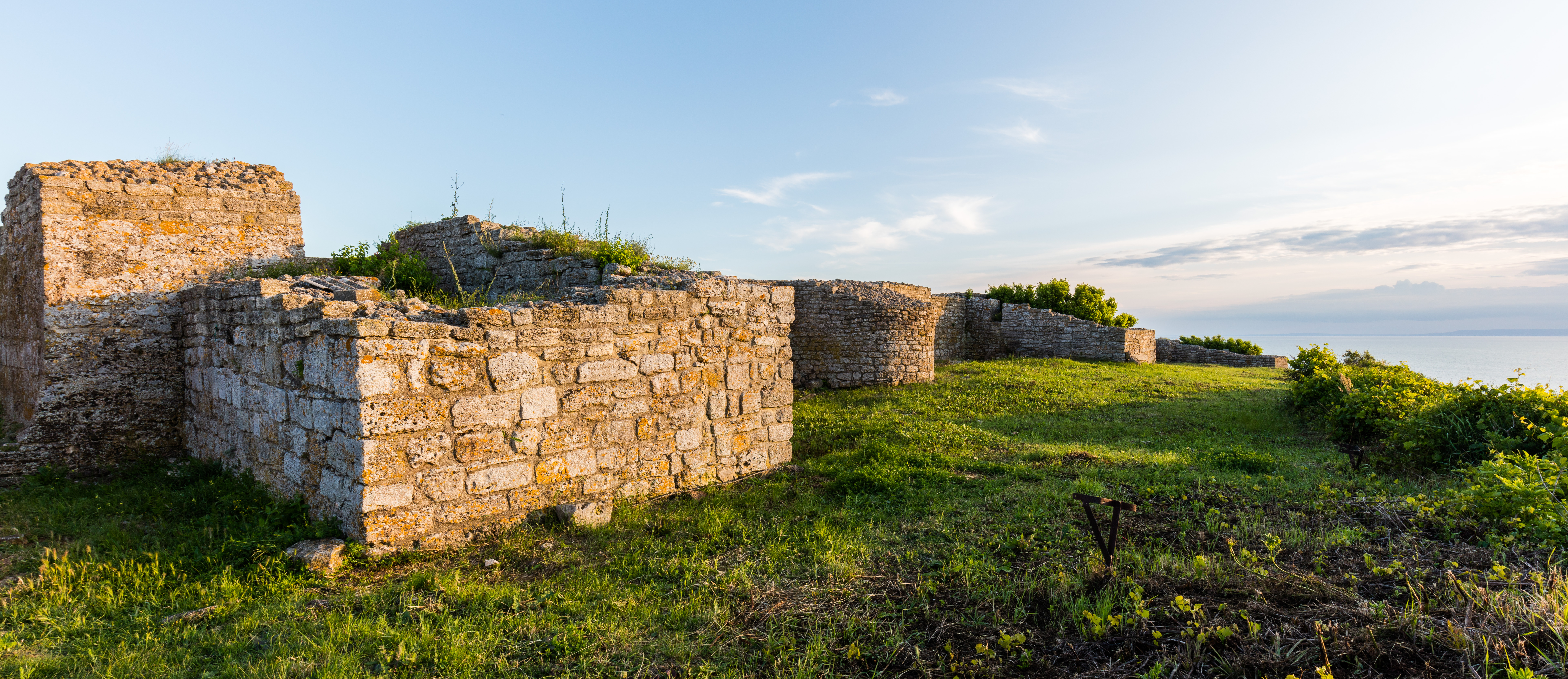
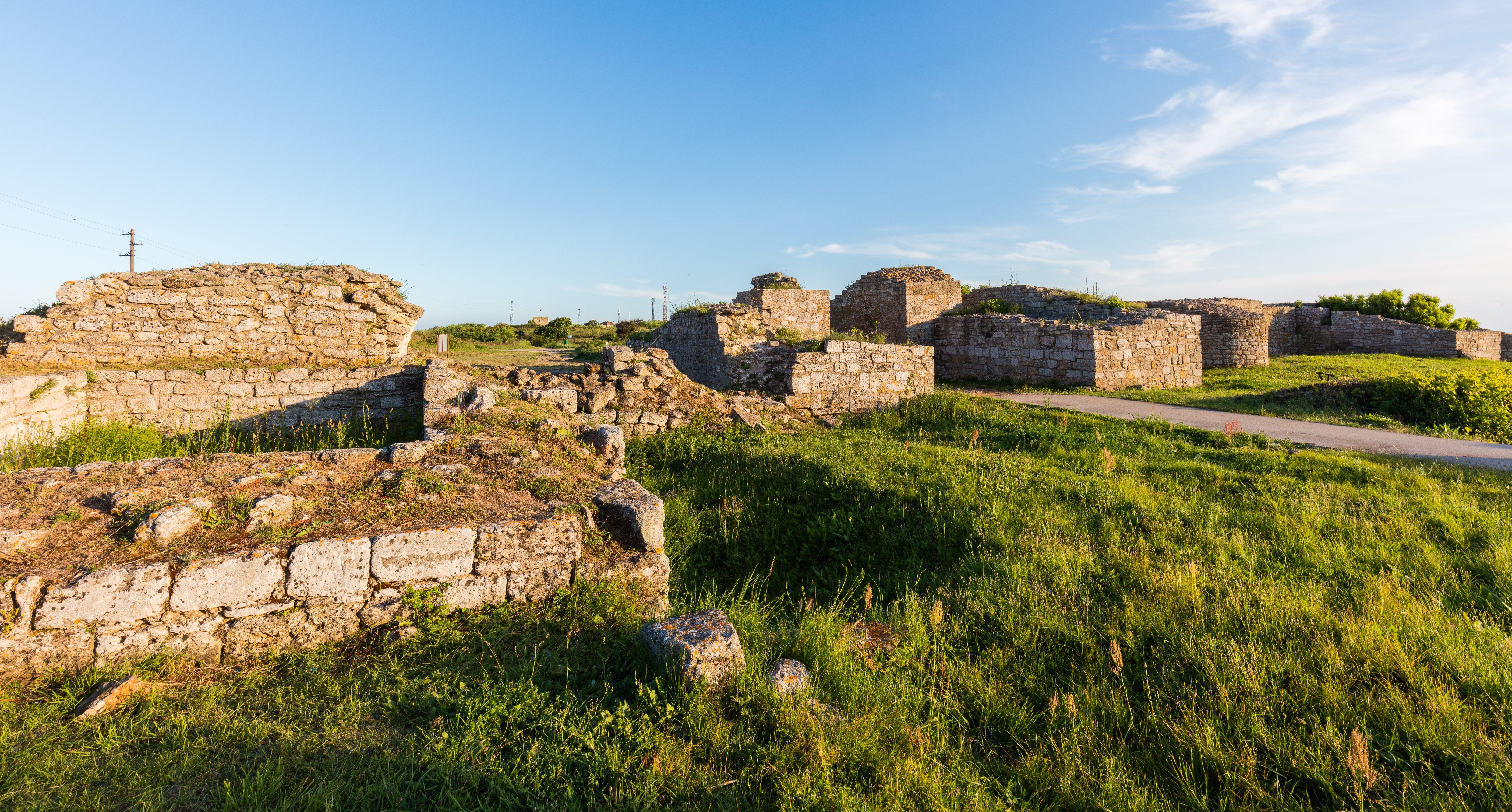
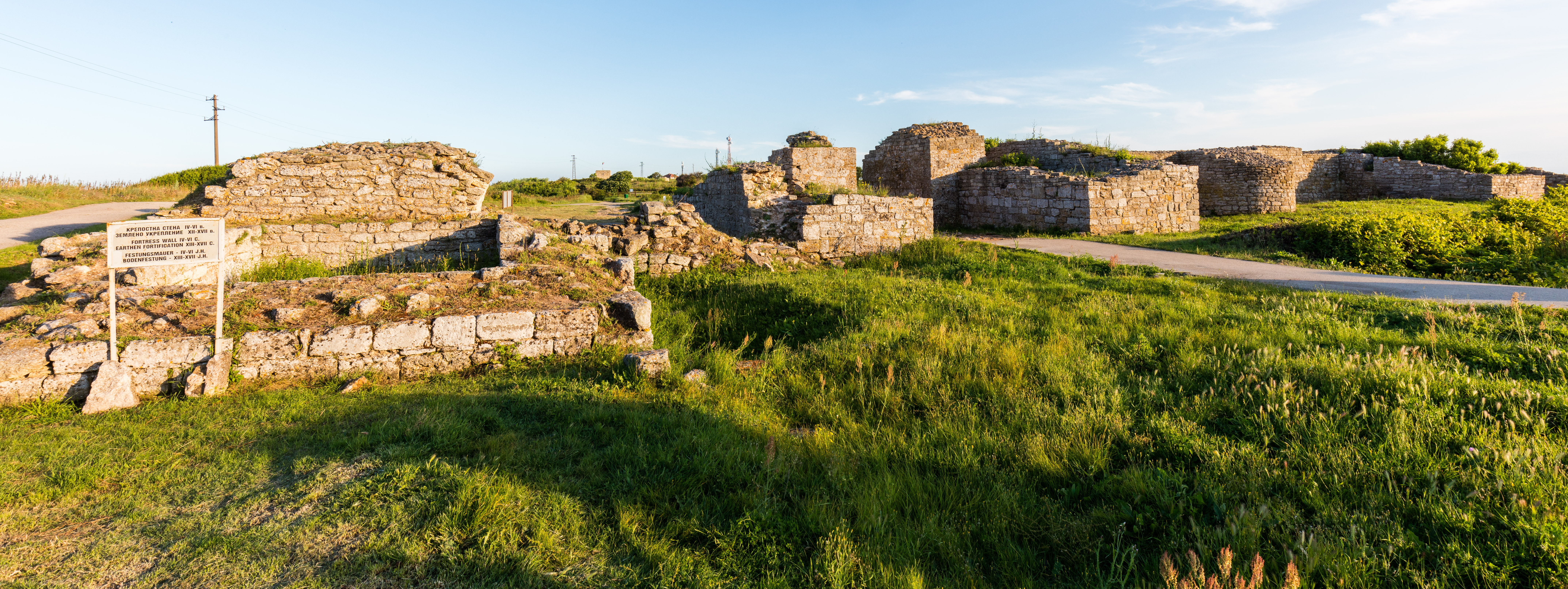
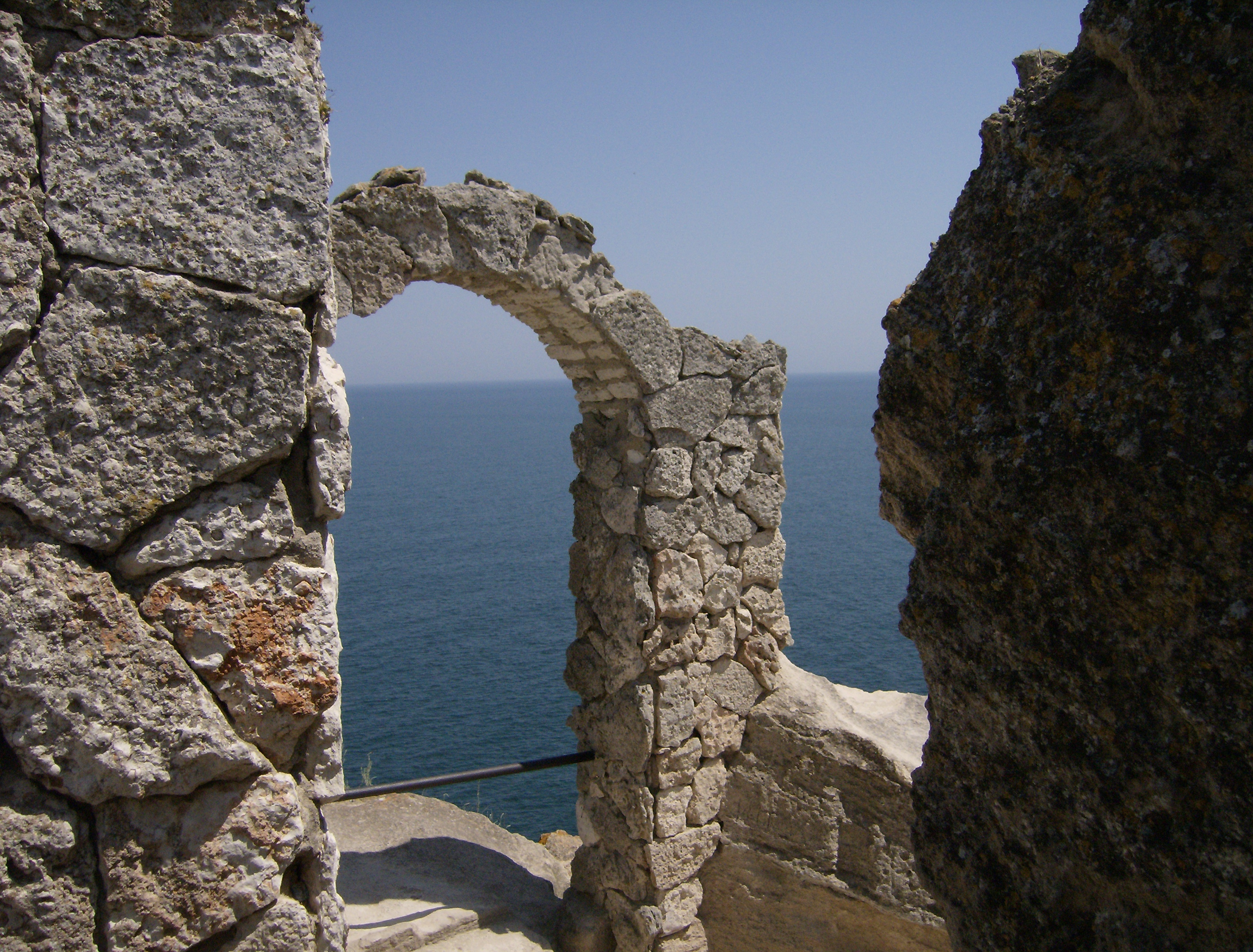
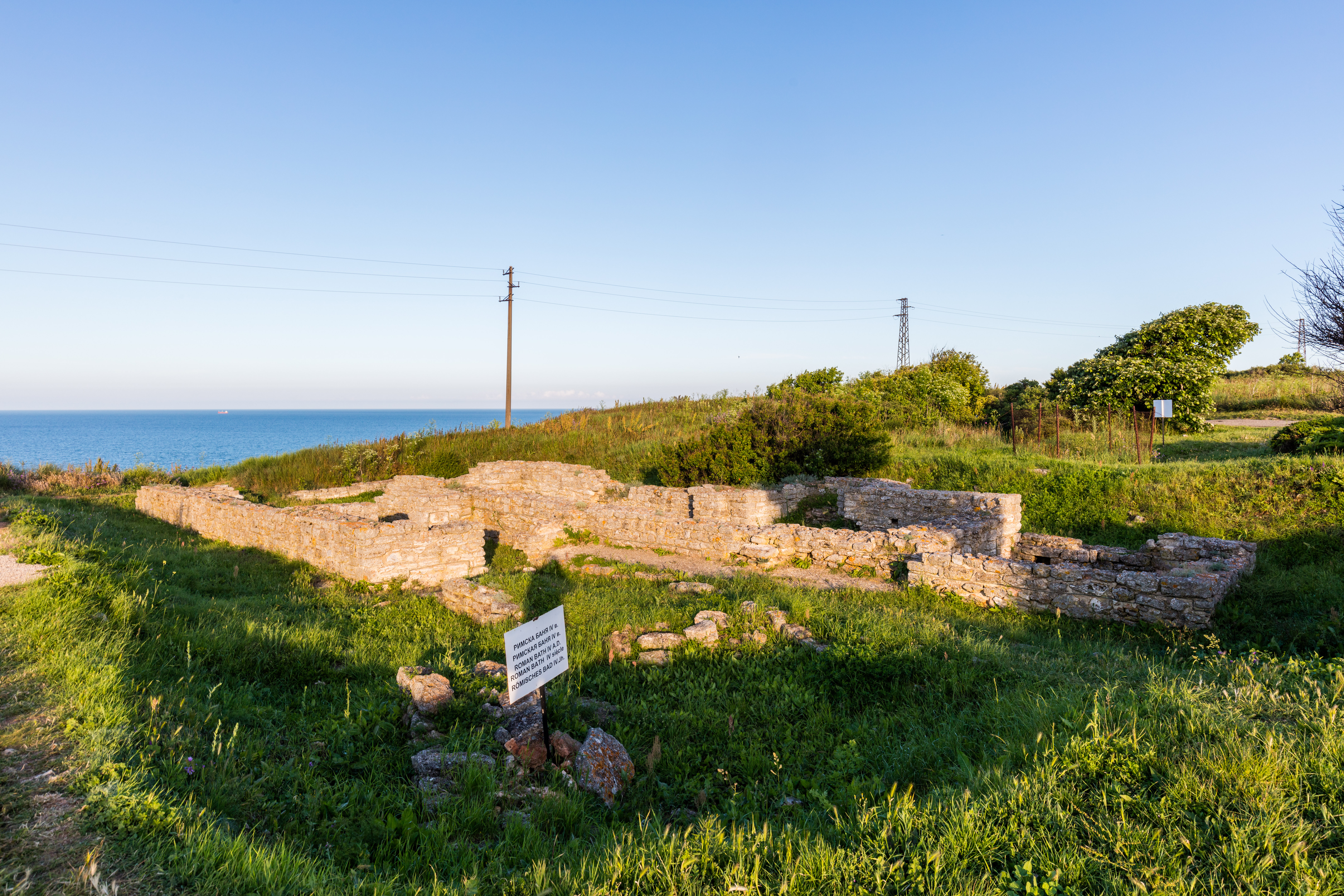
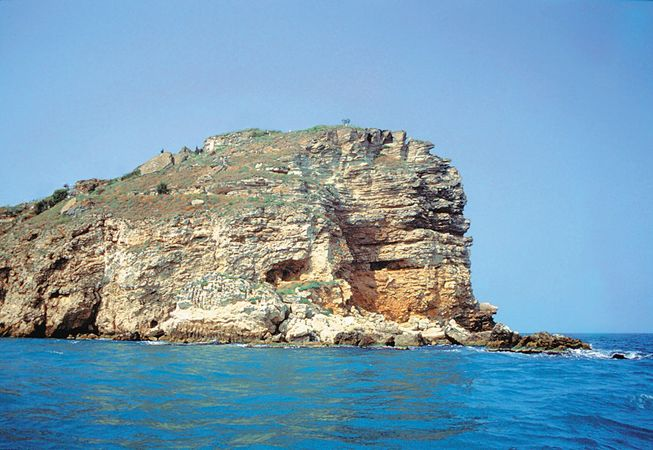
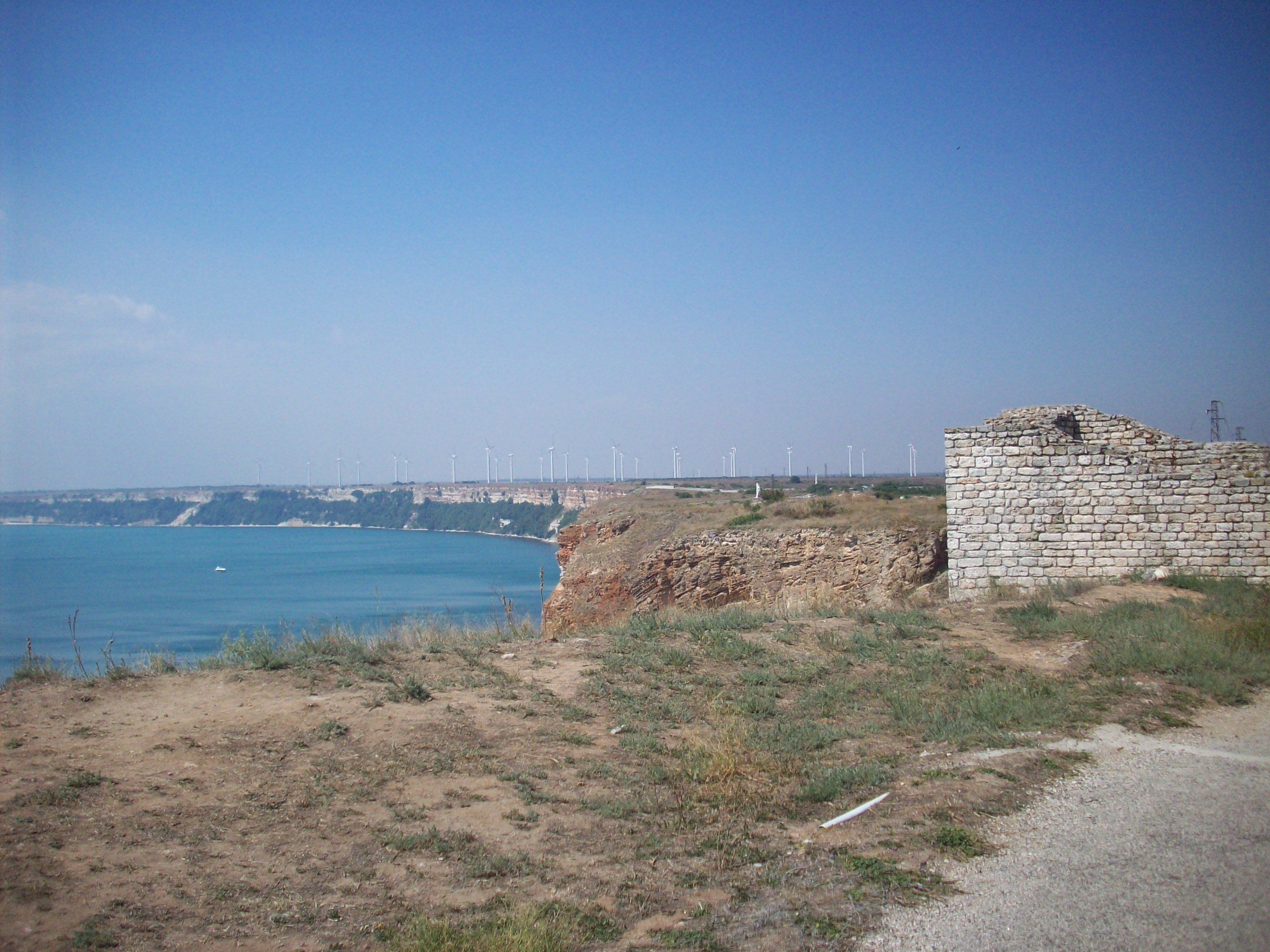
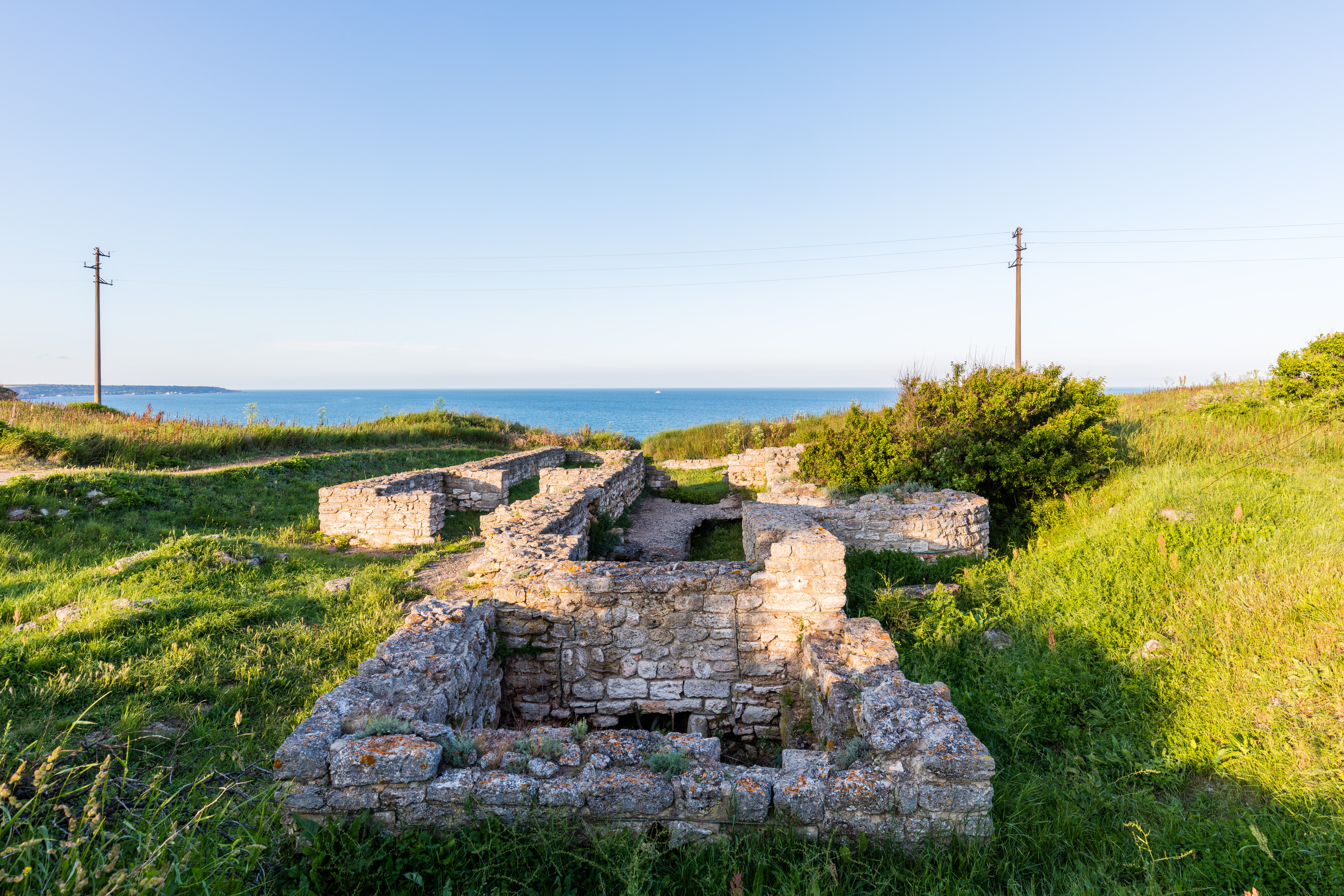
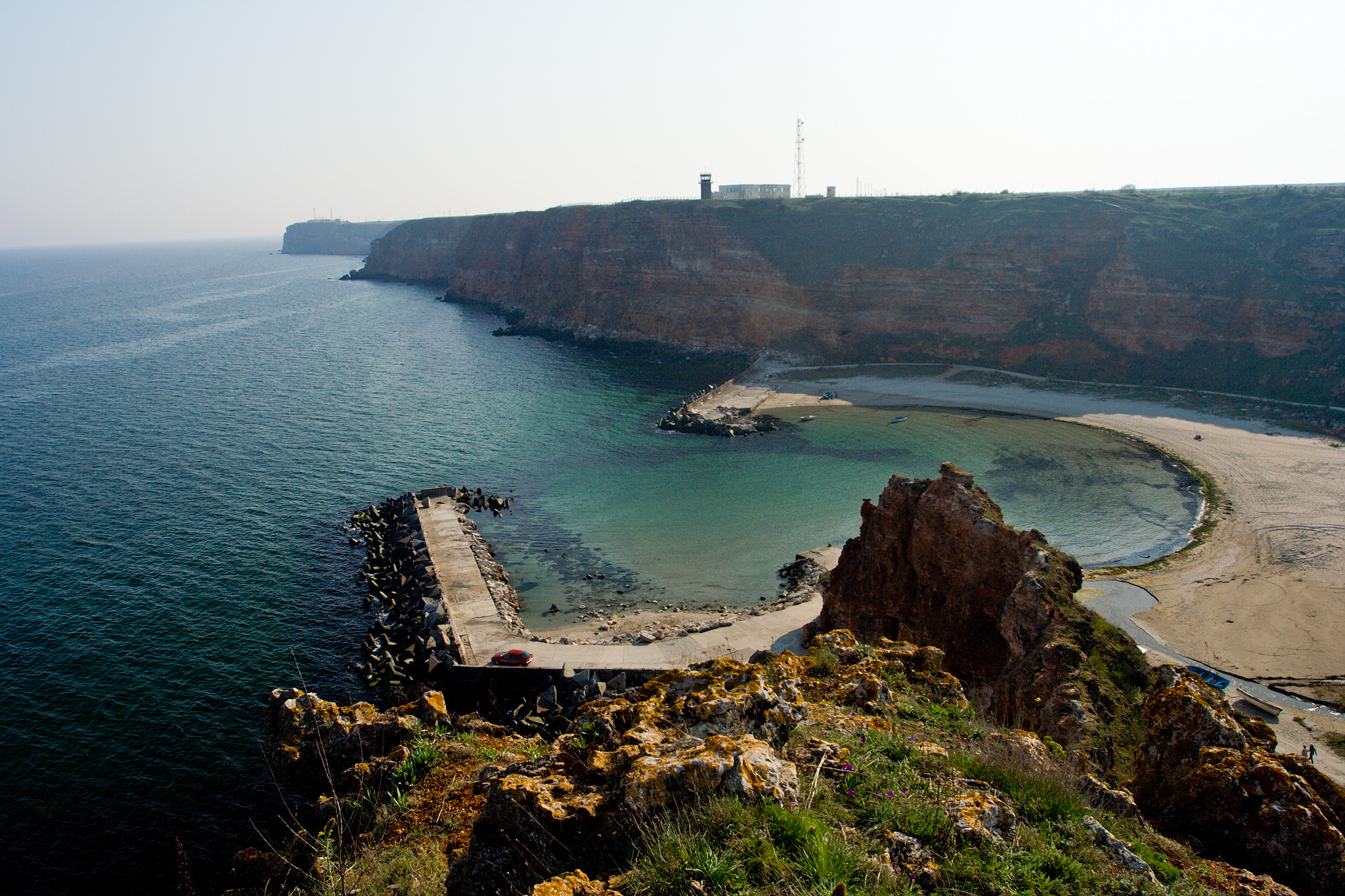
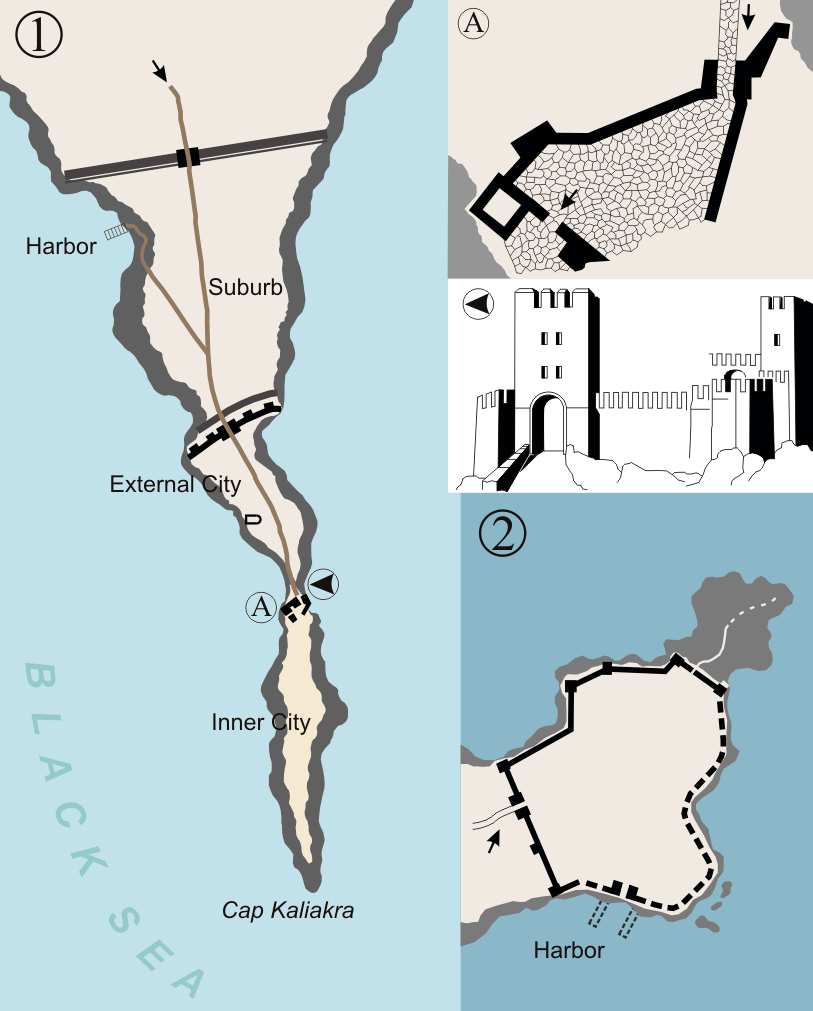